# فيليبي ميلو
فيليبي ميلو دي كارفاليو (بالبرتغالية: Felipe Melo‏) من مواليد 1983(26 أغسطس في فولتا ريدوندا - البرازيل) هو لاعب كرة قدم برازيلي سابق وكان يلعب في مركز لاعب وسط.

## روابط خارجية
- فيليبي ميلو على موقع الاتحاد الدولي (مؤرشف)  (الإنجليزية)
- فيليبي ميلو على موقع الاتحاد الأوربي (الإنجليزية)
- فيليبي ميلو على موقع اتحاد تركيا (لاعب) (الإنجليزية)
- فيليبي ميلو على موقع إي إس بي إن إف سي (الإنجليزية)
- فيليبي ميلو على موقع قاعدة بيانات كرة القدم.إي يو (الإنجليزية)
- فيليبي ميلو على موقع بيانات كرة القدم. دي إي (الألمانية)
- فيليبي ميلو على موقع ليكيب (الفرنسية)
- فيليبي ميلو على موقع ناشيونال فوتبول تيمز (الإنجليزية)
- فيليبي ميلو على موقع Soccerbase.com (لاعب) (الإنجليزية)
- فيليبي ميلو على موقع Soccerway.com (الإنجليزية)